# 奇幻精靈事件簿 (電視劇)
《奇幻精靈事件簿》（英語：The Spiderwick Chronicles）是一部2008年播出的美國奇幻電視劇，改編自東尼·狄特里奇和荷莉·布萊克聯合創作的同名小説系列。

## 演員

### 主演
- 克利斯汀·史萊特 飾演 魔格幻夫（Mulgarath）：長期處於飢餓狀態的食人魔[3]。
- 傑克·狄倫·葛雷瑟 飾演 提波塔克（Thimbletack）[4]
- 萊昂·丹尼爾斯（Lyon Daniels） 飾演 謝樂·葛雷斯（Jared Grace）[5]
- 諾亞·科特雷（Noah Cottrell） 飾演 世文·葛雷斯（Simon Grace）[5]
- 喬伊·布蘭特（英语：Joy Bryant） 飾演 海倫·葛雷斯（Helen Grace）[6]
- 米哈拉·費絲·李（Mychala Lee） 飾演 美洛·葛雷斯（Mallory Grace）[7]

### 常設
- 玉田百名 飾演 惠美子（Emiko）[8]
- 艾莉維亞·艾琳·林德（英语：Alyvia Alyn Lind） 飾演 卡利奥佩（Calliope）[8]

## 製作
2021年11月12日，Disney+公佈會將東尼·狄特里奇和荷莉·布萊克創作的小説系列《奇幻精靈事件簿》改編成電視劇，由阿倫·伊萊·科萊特擔任創作人，派拉蒙電視工作室和 第二十電視公司聯合出品。該作於2022年2月開始前期製作。同年5月，凱特·寇伊若宣佈出任執行製作人並會執導首兩集。
克利斯汀·史萊特於2022年8月宣佈出演魔格幻夫（Mulgarath），但該角色預計將會只於第一季出現。萊昂·丹尼爾斯（Lyon Daniels）、諾亞·科特雷（Noah Cottrell） 和喬伊·布蘭特也在同月宣佈出演。米哈拉·費絲·李（Mychala Lee） 則在9月中宣佈飾演美洛·葛雷斯（Mallory Grace）。
該作的主體拍攝工作於2022年9月12日在加拿大溫哥華開始，並預計在2023年1月27日煞科。